# Guangala-Kultur
Die Guangala-Kultur war eine präkolumbische archäologische Kultur in Ecuador, die in die Periode regionaler Entwicklung fällt. Sie bestand zwischen dem 3. Jahrhundert v. Chr. und dem 8. Jahrhundert und zeichnet sich durch die erstmalige Verarbeitung von Kupfer aus.

## Geographische Verbreitung
Hauptverbreitungsgebiet der Guangala-Kultur waren der Süden der Provinz Manabí, der Norden der Provinz Santa Elena sowie die Provinz Guayas mit Schwerpunkt zwischen den semiariden Abschnitten der Pazifikküste und den fruchtbaren Tälern der Cordillera. Chongón-Colonche. Neuerdings wurden weitere Fundstätten in der Provinz Los Ríos, im zur Küstenebene gehörenden Teil der Provinz Pichincha, im Norden von Manabí sowie in der Provinz Esmeraldas entdeckt.

## Lebensweise
Die Menschen der Guangala-Kultur lebten vorwiegend von Ackerbau und Fischfang. Sie kultivierten Mais und sammelten Meeresfrüchte, weiter im Hinterland wurden Hirsche gejagt. Die Gesellschaft war bereits arbeitsteilig aufgebaut mit Fischern, Bauern, Jägern, Schmieden, Webern etc. und manche der Ansiedlungen besaßen bereits semiurbane Charakterzüge.

## Steinartefakte
Die Guangala-Kultur hat zahlreiche Steingeräte hinterlassen wie beispielsweise Meißel, Schaber, Hämmer und Äxte.

## Keramik und Kunst

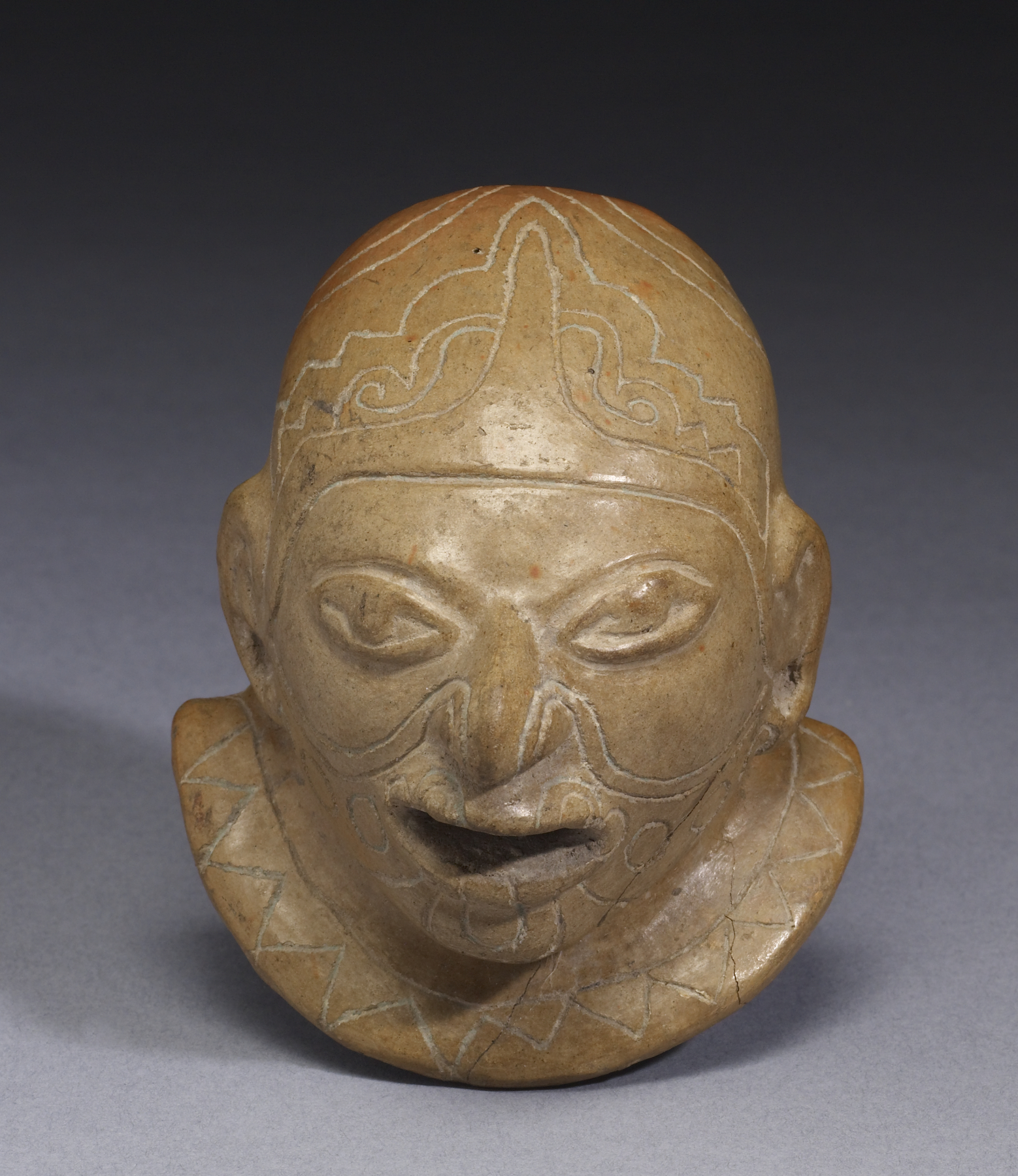
Männerkopf der Guangala-Kultur - Walters 482846

In der Keramik für den täglichen Gebrauch unterscheidet sich die Guangala-Kultur nicht wesentlich von den anderen Kulturgruppen ihrer Periode, deutlich aber in den anthropomorphen und zoomorphen Skulpturen. Einmalig ist die Qualität der Keramikgegenstände und ihre Ausführung. Zur Dekoration wurden die Farben Rot, Schwarz und Ocker verwendet (dreifarbiges Guangala).

## Metallverarbeitung
Kupfer wird im Küstenbereich Ecuadors zum ersten Mal von den Menschen der Guangala-Kultur verwendet. Gegen Ende der Kulturstufe werden auch noch andere Metalle verarbeitet, beispielsweise Gold und Platin.